# アドリアン・バスタ
アドリアン・バスタ（Adrian Basta、1988年12月1日 - ）は、ポーランド・ノヴィ・ソンチ出身のプロサッカー選手。ポジションは、ディフェンダー。